# Leigh (Staffordshire)
Pour les articles homonymes, voir Leigh.
Leigh est un village et une paroisse civile du Staffordshire, en Angleterre.